# Perioada carolingiană
Perioada carolingiană se referă la perioada dintre anul 800 până la anul 962, adică la timpul existenței dinastiei carolingiene și a Imperiului franc (integral sau divizat în trei părți) până la instituirea Sfântului Imperiu Roman, odată cu încoronarea lui Otto I ca împărat romano-german în anul 962.